# Двейн Де Розаріо
Двейн Ентоні Де Розаріо (англ. Dwayne Anthony De Rosario; 15 травня 1978, Скарборо, Онтаріо, Канада) — колишній канадський футболіст, який виступав на позиції атакувального півзахисника. З 1998 по 2015 рік грав за збірну Канади, є найкращим бомбардиром в її історії. Чотириразовий володар титулу гравця року в Канаді. 10 травня 2015 року оголосив про завершення футбольної кар'єри.

## Ранні роки
Де Розаріо — син гаянських іммігрантів, що переїхали в Канаду в 1970-х роках. У віці трьох років Двейн почав грати за дитячий склад клубу з рідного міста «Скарборо Бліззард». У 1985 році батьки віддали Двейна і його двох братів у літній табір Святої Марії Горетті. За словами самого футболіста, перебування у таборі справило на нього значний вплив: він навчився працювати в групі, що допомогло йому як у професійній кар'єрі, так і в особистому житті, а багато методик табірного виховання Де Розаріо використовав у роботі з вихованцями футбольних академій.
У 1994 році Де Розаріо сів на сувору веганську дієту, наслідуючи приклад старшого брата, який став веганом п'ятьма роками раніше, однак, Двейн почав їсти рибу через 10 років.
Де Розаріо отримав освіту в Університетському Інституті Вінстона Черчілля в Скарборо.

## Клубна кар'єра

### Початок кар'єри
Де Розаріо почав свою спортивну кар'єру в 1997 році у віці 18 років, підписавши контракт з «Торонто Лінкс» з А-Ліги, де грав його майбутній товариш по збірній Канади Пол Сталтері. В середині сезону, проте, Де Розаріо вирішив змінити клуб, підписавши контракт з німецькою командою «Цвікау». У Німеччині він виступав у Другій Бундеслізі сезону 1997/98, за підсумками якого команда посіла передостаннє місце в турнірній таблиці і була понижена в класі.
Після одного сезону з «Цвіккау» Де Розаріо вирішив повернутися в Північну Америку, підписавши контракт з «Річмонд Кікерз» у 1999 році. Після сезону 1999 року, в якому він забив два голи і зробив п'ять передач, Де Розаріо значно додав у 2000 році, забивши 15 голів і віддавши п'ять результативних передач, у той час як його команда здобула 20 перемог у сезоні, програвши лише одного разу.

### «Сан-Хосе Ерсквейкс»

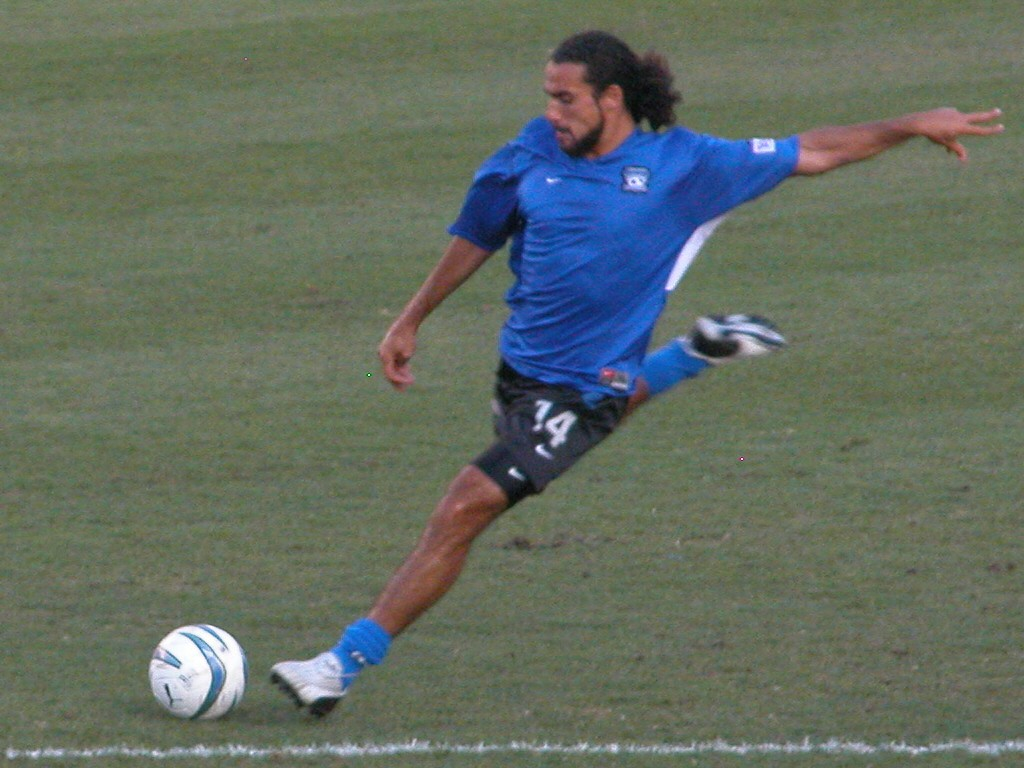
Де Розаріо на передматчевій розминці 7 квітня 2004 року

У наступному сезоні, коли канадець Френк Єллоп був призначений головним тренером «Сан-Хосе Ерсквейкс», Де Розаріо був одним з його перших придбань. Де Розаріо виправдав надії Єллопа, забивши п'ять голів і зробивши чотири передачі, хоча і зіграв тільки 1072 хвилини за «Ерсквейкс» у 2001 році. Це зіграло важливу роль, оскільки команда виграла Кубок MLS, а він забив золотий гол у фіналі і був названий найкращим гравцем Кубка MLS. Де Розаріо виступав з таким самим успіхом у 2002 році, записавши в актив чотири голи і вісім передач за 1637 хвилин, хоча «Ерсквейкс» не змогли повторити минулорічний успіх. У 2003 році Де Розаріо не виходив на поле протягом більшої частини сезону, але йому все ж вдалося гідно закінчити сезон, він забив чотири голи і віддав три результативні передачі за всього 684 хвилини і допоміг привести команду до другого Кубка MLS. Де Розаріо зіграв 1211 хвилин у 2004 році, забивши п'ять голів (в тому числі найкращий гол року MLS в матчі з «Ді Сі Юнайтед» 7 серпня) і зробивши три гольові передачі.
У грудні 2004 року Двейн отримав пропозицію перейти в англійський «Ноттінгем Форест», але він не підписав контракт з командою.
У 2005 році після переходу Лендона Донована Де Розаріо перемістився в центр поля, ставши кращим асистентом MLS з 13 передачами, також він забив дев'ять голів, в тому числі у 2005 році один з його голів знову був визнаний найкращим в сезоні MLS — він єдиний гравець, який коли-небудь здійснював це протягом двох років поспіль — потужний штрафний удар у останньому матчі регулярного сезону проти «Лос-Анджелес Гелаксі» 15 жовтня. Він увійшов у символічну збірну MLS.

### «Х'юстон Динамо»

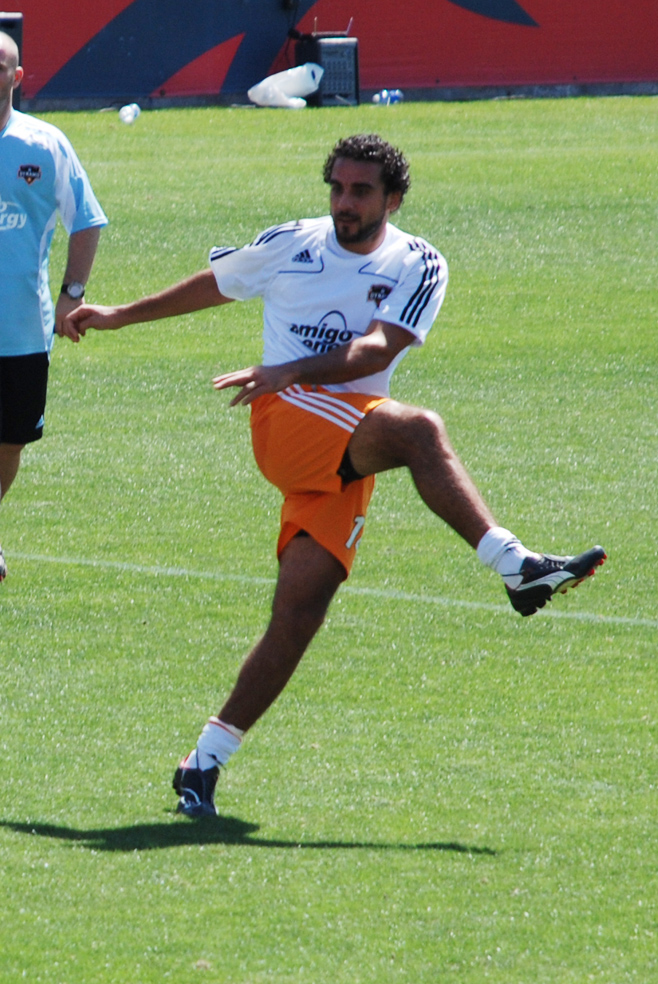
У складі «Х'юстон Динамо»

У зв'язку з невдачею «Сан-Хосе» у досягненні угоди щодо стадіону з AEG Де Розаріо разом з кількома товаришами по команді переїхав у Х'юстон перед сезоном 2006 року. У 2006 році в матчі за команду всіх зірок MLS в Чикаго Де Розаріо забив єдиний гол на 70-й хвилині, принісши перемогу з мінімальним рахунком над «Челсі», такі дружні матчі стали регулярними для лондонського клубу перед початком сезону. Де Розаріо був одним з чотирьох футболістів команди MLS, які відіграли весь матч.
Де Розаріо разом з «Х'юстон Динамо» виграв у 2006 році Кубок MLS, перемігши у фіналі «Нью-Інгленд Революшн» 12 листопада 2006 року. «Динамо» виграло в серії пенальті, Де Розаріо успішно реалізував свій удар. Де Розаріо підписав контракт з «Динамо» до 2010 року, де він, як повідомляється, отримував 325 000 доларів в рік. Пізніше він перейшов у «Торонто» до завершення його контракту.
В наступному році Де Розаріо з «Динамо» повторили успіх, вигравши у 2007 році Кубок MLS, знову перевершивши у фіналі «Нью-Інгленд», але вже в основний час (2:1). Де Розаріо був визнаний найкращим гравцем Кубка MLS, він став першим футболістом, якому вдалося виграти цю нагороду двічі.
У 2007 році Де Розаріо знову зіграв товариський матч у складі зірок MLS, суперником був шотландський «Селтік». На 36-й хвилині він віддав гольову передачу на Хуана Пабло Анхеля, перед завершенням першого тайму «Селтік» пропустив другий гол від Хуана Тохи. Де Розаріо був замінений на 65-й хвилині на Крістіана Гомеса, у другому таймі рахунок не змінювався.
Де Розаріо зіграв свій третій матч за команду всіх зірок MLS у 2008 році в його рідній країні, гра відбулася в Торонто. Він вийшов на заміну на 59-й хвилині, а через десять хвилин забив вирішальний гол, реалізувавши пенальті, чим приніс перемогу своїй команді з рахунком 3:2 над «Вест Гем Юнайтед».

### «Торонто»

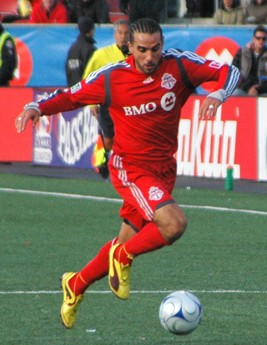
У складі «Торонто» (2010 рік)

Де Розаріо був проданий в «Торонто» 12 грудня 2008 року в обмін на Джуліуса Джеймса з доплатою, в процесі трансферу мали місце спекуляції на тому, що Де Розаріо буде грати на батьківщині. Він дебютував за «Торонто» в суботу 21 березня у матчі проти «Спортінг Канзас-Сіті» (3:2). Де Розаріо забив свій перший гол за «Торонто» ударом головою у ворота «Далласа» на стадіоні BMO, матч закінчився нічиєю 1:1.
Де Розаріо через травму литкового м'яза, отриману 31 січня 2010 року в матчі проти Ямайки, як і очікувалося, пропустив перші кілька тижнів занять у тренувальному таборі в Торонто, і повернувся в гру, почавши з перемоги з мінімальним рахунком в передсезонному матчі «Торонто» проти команди Південно-Флоридського університету.
8 квітня 2010 року Де Розаріо отримав капітанську пов'язку «Торонто», ставши другим капітаном в історії клубу після завершення кар'єри Джима Бреннана. Два дні потому Де Розаріо забив свій перший гол у сезоні 2010 року, гол престижу в матчі з «Нью-Інгленд Революшн», гра закінчилась з рахунком 4:1.
15 квітня 2010 року Де Розаріо зробив дубль у домашньому матчі, принісши перемогу з рахунком 2:1 над «Філадельфія Юніон», включаючи пенальті на 81-й хвилині. У своїй наступній грі проти «Колорадо Репідз» Де Розаріо забив свій четвертий гол у сезоні, і що більш важливо, став найкращим бомбардиром регулярного сезону в історії «Торонто». Де Розаріо знову вразив ворота суперника 25 квітня в домашньому матчі проти «Сіетл Саундерз», забивши перший гол, який став для нього п'ятим в сезоні, гра закінчилася з рахунком 2:0 на користь господарів. До того, як Вайт О'Браян забив свій другий гол за «Торонто», Де Розаріо був автором всіх голів команди в сезоні. Завдяки такій результативності він був нагороджений титулом гравця тижня MLS за п'ятий тур. Де Розаріо був удостоєний звання гравця тижня у десятому турі сезону MLS за дубль в матчі проти своєї колишньої команди «Сан-Хосе». Він забив другий і третій гол, принісши перемогу «Торонто» з рахунком 3:1.
Де Розаріо провів успішний сезон 2010 року в Торонто, кульмінацією якого стала гра за команду всіх зірок MLS, де він забив гол перед фінальним свистком, а його команда програла з рахунком 5:2 «Манчестер Юнайтед».
3 серпня 2010 року Де Розаріо зрівняв рахунок у матчі попереднього раунду Ліги чемпіонів КОНКАКАФ з «Мотагуа», через п'ять хвилин клуб з Гондурасу знову вийшов уперед, однак, «Торонто» зусиллями Чедда Барретта зрівняв рахунок вдруге. «Торонто» в кінцевому підсумку виграв з рахунком 3:2 за сумою двох матчів.
28 грудня Де Розаріо вів переговори з клубом шотландської Прем'єр-ліги «Селтіком», за ініціативи тренера Ніла Леннона. Двейн і «Селтік» клопотали про короткострокову орендну угоди до початку сезону MLS в березні, однак, новий тренер «Торонто», Арон Вінтер, відмовився від подальших переговорів.
Двейн забив перший гол «Торонто» в сезоні 2011 року 19 березня, матч закінчився поразкою з рахунком 4:2 в Ванкувері, це був перший повністю канадський матч ліги. Його гол, забитий на 20-й хвилині також став восьмитисячним голом в історії MLS.

### Повернення в США
1 квітня 2011 року Де Розаріо придбав «Нью-Йорк Ред Буллз» в обмін на півзахисника Тоні Чані і захисника Денлея Бормана. Двейн забив свій перший гол у Нью-Йорку з пенальті у ворота «Чівас США», в тому матчі він зробив дубль, але його старання не допомогли команді здобути перемогу: 3:2 на користь клубу з Лос-Анджелеса.

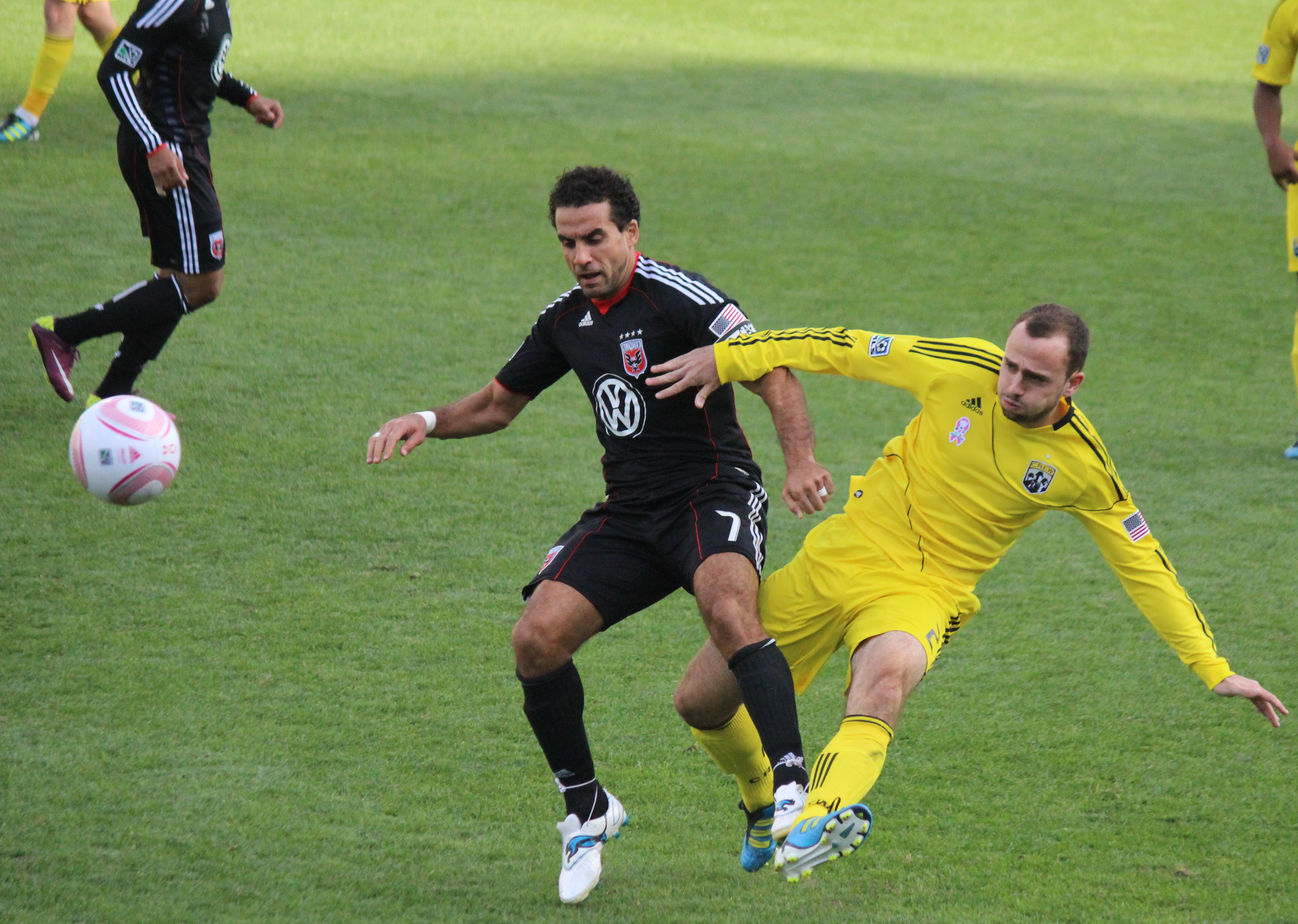
Де Розаріо в боротьбі з Ріком Белчаном в матчі сезону 2011 року

«Ді Сі Юнайтед» придбав Де Розаріо 27 червня 2011 року в обмін на півзахисника Декса Маккарті. Він забив свій перший гол за клуб в матчі проти своєї колишньої команди, «Нью-Йорк Ред Буллз», на «Ред Булл Арені». 30 липня 2011 року дубль Де Розаріо приніс «Юнайтед» перемогу над ще одним його колишнім клубом, «Сан-Хосе», крім нього, в тому матчі ніхто не забивав. 6 серпня 2011 року «Юнайтед» зіграв внічию 3:3 з «Торонто», Де Розаріо зробив хет-трик. Всі три голи були забиті після того, як «Юнайтед» залишився вдесятьох через раннє вилучення воротаря Білла Хаміда. Його другий хет-трик був зафіксований 25 вересня 2011 року, він забив три голи в проміжку 9 хвилин, встановивши новий рекорд MLS. Де Розаріо завершив сезон, забивши в цілому 16 голів і зробивши 12 передач за 32 гри. З них 13 голів і 7 передач були зроблені за 17 ігор з «Юнайтед». Його вражаюча продуктивність в «Юнайтед» зробила його кандидатом на звання найкращого гравця MLS. Після матчу регулярного сезону «Юнайтед» проти «Портленд Тімберз» головний тренер останніх, колишній нападник «Челсі» Джон Спенсер сказав:
| Ліві лапки | Якщо [Де Розаріо] не отримає титул найкращого гравця ліги, значить щось тут не так. Просто і зрозуміло. За останні три місяці сезону з того часу, як він приїхав сюди, він безумовно став найкращим гравцем у лізі. Він повинен виграти MVP. | Праві лапки |

Після закінчення сезону і включення Де Розаріо в список претендентів на MVP колишній гравець збірної Франції Тьєррі Анрі позитивно охарактеризував здібності Двейна:
| Ліві лапки | В цій лізі я не бачив нікого краще, ніж Двейн Де Розаріо... Для мене, він є обличчям цієї ліги. | Праві лапки |

18 листопада 2011 року було оголошено, що Де Розаріо офіційно був названий найкращим гравцем сезону MLS 2011 року, це означало, що він зробив своєрідний дубль, отримавши MVP і Золоту бутсу ліги. Таким чином, Де Розаріо став першим MVP ліги, команда якого не виграла плей-оф.
20 лютого 2012 року «Ді Сі Юнайтед» продовжив контракт з Де Розаріо до 2014 року.
29 серпня 2012 року Розаріо Де забив свій сотий гол у MLS за «Ді Сі Юнайтед» в домашній грі проти «Нью-Йорк Ред Буллз».
У 2013 році, незважаючи на те, що «Ді Сі Юнайтед» зайняв останнє місце в MLS, Де Розаріо допоміг клубу завоювати третій Відкритий кубок США, забезпечивши участь команди в Лізі чемпіонів КОНКАКАФ 2014/15. Де Розаріо поряд з Фредеріком Пікйоном став найкращим бомбардиром турніру з п'ятьма голами (три з яких він забив у ворота «Філадельфія Юніон»). Де Розаріо так описав перемогу в кубку:
| Ліві лапки | Я такий щасливий, що ми залишилися разом і досягли чогось - чогось неймовірного. | Праві лапки |

31 жовтня 2013 року «Ді Сі Юнайтед» оголосив, що контракт з Розаріо Де не буде продовжено на наступний сезон.

### Повернення в «Торонто»
Після звільнення з «Ді Сі Юнайтед» Де Розаріо повернувся в «Торонто» 18 грудня 2013 року, будучи обраним на драфті MLS 2013 року. 9 січня 2014 року футболіст підписав контракт з клубом. 3 грудня 2014 року стало відомо, що «Торонто» не збирається продовжувати контракт з Де Розаріо. 10 травня 2015 року гравець офіційно оголосив про закінчення кар'єри, Де Розаріо повинен стати послом компанії «Maple Leaf Sports & Entertainment».

## Роль в команді
Протягом всієї своєї кар'єри в MLS Де Розаріо заробив репутацію одного з найсильніших виконавців у лізі. Його кар'єра включає два переможних голи у фіналі Кубка MLS, за які він отримував титул найкращого гравця Кубка MLS, і два переможних голи в матчах всіх зірок MLS проти іноземних суперників, таких як «Вест Гем Юнайтед» та «Манчестер Юнайтед». 18 червня 2009 року він зробив хет-трик, принісши «Торонто» перемогу над «Монреаль Імпакт» з рахунком 3:1. «Торонто» треба було вигравати матч з перевагою в чотири голи, щоб виграти чемпіонат Канади і вийти в Лігу чемпіонів КОНКАКАФ, у підсумку вони перемогли «Монреаль» з рахунком 6:1. 18 вересня 2010 року після непереконливого першого тайму у Х'юстоні «Торонто» програвало з рахунком 1:0, Дувейну вдалося забити два м'ячі у другому таймі (обидва зі штрафних), в тому числі один у доданий час, це зберегло надії вболівальників на плей-оф 2010 року. У 2011 році Де Розаріо побив рекорд за потрапляння в символічну збірну MLS, зробивши це вшосте.

## Кар'єра в збірній
Де Розаріо вважається одним з найкращих гравців збірної Канади, грав на позиції півзахисника, забив двадцять два голи в 81 матчі. Він зіграв свій перший матч 18 травня 1998 року проти Македонії у віці 20 років. Він також грав за молодіжну збірну Канади на молодіжному кубку КОНКАКАФ 1996 року. Де Розаріо зробив дубль у матчі з Нікарагуа, сумарний рахунок був 3:0 на користь Канади. Його збірна зайняла перше місце в групі. Також Де Розаріо відзначився забитими м'ячами в обох матчах чемпіонської групи: зрівняв рахунок у матчі з Мексикою через дві хвилини після гола суперників (2:2) і відкрив рахунок у грі з США, в якій Канада перемогла з рахунком 2:0, здобувши таким чином перемогу на турнірі і кваліфікувавшись на молодіжний чемпіонат світу.
На молодіжному чемпіонаті світу 1997 року Канада зайняла третє місце в групі, маючи на рахунку одну перемогу, поразку і нічию. Де Розаріо зрівняв рахунок у матчі заключного раунду проти Угорщини, а у другому таймі Канада вийшла вперед і здобула перемогу. В 1/8 фіналу Канада зустрілася з Іспанією, якій поступилася з рахунком 2:0, пропустивши обидва м'ячі в останні 15 хвилин гри.
У 1999 році Розаріо Де взяв участь в Панамериканських іграх у Вінніпезі (Канада U-22). Він забив перший гол на турнірі у ворота Коста-Рики, однак, суперники зрівняли рахунок (1:1). В наступному матчі він зробив дубль у ворота Тринідаду і Тобаго (по голу в кожному з таймів), його голи виявилися єдиними в грі. Канада вийшла з групи з другого місця поступившись лише Мексиці. У півфіналі команда Де Розаріо поступилася Гондурасу з рахунком 2:0, а у матчі за третє місце — США (2:1).
Де Розаріо брав участь у першій в історії виграшній кампанії Канади в Золотому кубку КОНКАКАФ 2000 року. Свій перший гол на турнірі він забив у 2002 році в матчі за третє місце з командою-гостею турніру, Південною Кореєю, гра закінчилася перемогою Канади з рахунком 2:1. До цього в 1/4 і 1/2 фіналу Канада брала участь у серії пенальті з Мартинікою і США відповідно, в обох випадках Де Розаріо бив третім і реалізував свої удари.
У 2007 році Де Розаріо виграв нагороду канадського гравця року втретє поспіль. У 2007 році він забив 5 голів у 8 іграх, найбільше в році в історії збірної Канади після результату Джона Катліффа 1993 року.
Де Розаріо був узятий на свій наступний Золотий кубок КОНКАКАФ через чотири роки, його обрав тренер Стівен Гарт в кінці травня 2011 року для складу з 23 чоловік. Після поразки з рахунком 2:0 від Сполучених Штатів у першому матчі Канада не змогла вийти з групи з результатом в одну перемогу, поразку і нічию. Два голи Де Розаріо з пенальті у ворота Гваделупи і Панами відповідно стали єдиним досягненням команди на турнірі. Де Розаріо продовжив забивати за збірну, відзначившись двома голами з пенальті у відкритті етапу кваліфікації до чемпіонату світу 2014 року, один — у матчі проти Сент-Люсії на початку вересня, інший — у грі з Сент-Кітс і Невіс в середині листопада. Його гол у ворота Сент-Кітс, став 19-м на міжнародному рівні, за цим показником він зрівнявся з найкращим бомбардиром в історії збірної, Дейлом Мітчеллом.
14 грудня Де Розаріо став найкращим канадським гравцем 2011 року, отримавши 47,7 % голосів виборців, Саймон Джексон став другим, а Джош Сімпсон посів третє місце. Таким чином Де Розаріо  вчетверте був удостоєний цієї нагороди. 7 вересня 2012 року Де Розаріо забив свій 20-й гол за збірну Канади у відбірковому матчі на чемпіонат світу проти Панами, що зробило його одноосібно найкращим бомбардиром в історії збірної Канади.
Останній матч Де Розаріо за збірну став також останнім у його кар'єрі. 19 січня 2015 року він вийшов на поле у грі з Ісландією і навіть забив гол, матч завершився внічию 1:1.
| Голи за збірну                                                                                          | Голи за збірну    | Голи за збірну            | Голи за збірну           | Голи за збірну | Голи за збірну | Голи за збірну              |
| № | Дата              | Місто                     | Суперник                 | Рахунок1       | Результат      | Турнір                      |
| --- | ----------------- | ------------------------- | ------------------------ | -------------- | -------------- | --------------------------- |
| 1 | 2 лютого 2002     | Пасадена, США             | Південна Корея           | 2:1            | Перемога       | Золотий кубок КОНКАКАФ 2002 |
| 2 | 15 жовтня 2002    | Единбург, Шотландія       | Шотландія                | 1:3            | Поразка        | Товариський матч            |
| 3 | 11 жовтня 2003    | Тампере, Фінляндія        | Фінляндія                | 2:3            | Поразка        | Товариський матч            |
| 4, 5 | 16 червня 2004    | Кінгстон, Канада          | Беліз                    | 4:0            | Перемога       | Кваліфікація до ЧС-2006     |
| 6 | 13 жовтня 2004    | Бернабі, Канада           | Коста-Рика               | 1:3            | Поразка        | Кваліфікація до ЧС-2006     |
| 7 | 17 листопада 2004 | Гватемала, Гватемала      | Гватемала                | 1:0            | Перемога       | Кваліфікація до ЧС-2006     |
| 8 | 1 червня 2007     | Сан-Кристобаль, Венесуела | Венесуела                | 2:2            | Нічия          | Товариський матч            |
| 9, 10                                                                                                   | 11 червня 2007    | Маямі, США                | Гаїті                    | 2:0            | Перемога       | Золотий кубок КОНКАКАФ 2007 |
| 11 | 16 червня 2007    | Фоксборо, США             | Гватемала                | 3:0            | Перемога       | Золотий кубок КОНКАКАФ 2007 |
| 12 | 12 вересня 2007   | Торонто, Канада           | Коста-Рика               | 1:1            | Нічия          | Товариський матч            |
| 13 | 30 січня 2008     | Фор-де-Франс, Мартиніка   | Мартиніка                | 1:0            | Перемога       | Товариський матч            |
| 14, 15                                                                                                  | 20 червня 2008    | Монреаль, Канада          | Сент-Вінсент і Гренадини | 4:1            | Перемога       | Кваліфікація до ЧС-2010     |
| 16 | 11 червня 2011    | Тампа, США                | Гваделупа                | 1:0            | Перемога       | Золотий кубок КОНКАКАФ 2011 |
| 17 | 14 червня 2011    | Канзас-Сіті, США          | Панама                   | 1:1            | Нічия          | Золотий кубок КОНКАКАФ 2011 |
| 18 | 2 вересня 2011    | Торонто, Канада           | Сент-Люсія               | 4:1            | Перемога       | Кваліфікація до ЧС-2014     |
| 19 | 15 листопада 2011 | Торонто, Канада           | Сент-Кіттс і Невіс       | 4:0            | Перемога       | Кваліфікація до ЧС-2014     |
| 20 | 7 вересня 2012    | Торонто, Канада           | Панама                   | 1:0            | Перемога       | Кваліфікація до ЧС-2014     |
| 21 | 16 січня 2015     | Орландо, США              | Ісландія                 | 1:2            | Поразка        | Товариський матч            |
| 22 | 19 січня 2015     | Орландо, США              | Ісландія                 | 1:1            | Нічия          | Товариський матч            |
| Примітки: 1 — Рахунок матчу, спочатку вказується кількість м'ячів, забитих футболістами збірної Канади. |                   |                           |                          |                |                |                             |

## Особисте життя
Де Розаріо одружений з Брендою Де Розаріо, має двох синів і дочку. Бренді працює викладачем і хореографом з танців Західної Африки понад 25 років. Вона має ступінь бакалавра наук в області кінезіотерапії від Віргінського університету і є сертифікованим інструктором з йоги. В даний час він разом зі своєю сім'єю проживає в Ешберні (Віргінія).
Його двоюрідна сестра — олімпійська бігунка з бар'єрами Прісцилла Лопес-Шліп. Лопес-Шліп завоювала бронзову медаль на літніх Олімпійських іграх 2008 року в бігу з перешкодами на 100 м. Це була перша медаль для Канади в легкій атлетиці на літніх Олімпійських іграх 1996 року і перша медаль у легкій атлетиці з 1992 року серед жінок.

## Статистика виступів
| Виступи за клуб    | Виступи за клуб  | Виступи за клуб | Ліга  | Ліга | Кубок               | Кубок               | Кубок ліги           | Кубок ліги           | Континентальні змагання | Континентальні змагання | Інше                           | Інше                           | Всього | Всього |
| Клуб               | Ліга             | Сезон           | Матчі | Голи | Матчі               | Голи                | Матчі                | Голи                 | Матчі                   | Голи                    | Матчі                          | Голи                           | Матчі  | Голи   |
| Канада             | Канада           | Канада          | Ліга  | Ліга | —                   | —                   | Плей-оф A-ліги       | Плей-оф A-ліги       | КОНКАКАФ                | КОНКАКАФ                | Інше                           | Інше                           | Всього | Всього |
| ------------------ | ---------------- | --------------- | ----- | ---- | ------------------- | ------------------- | -------------------- | -------------------- | ----------------------- | ----------------------- | ------------------------------ | ------------------------------ | ------ | ------ |
| «Торонто Лінкс»    | A-ліга           | 1997            | 7     | 3    | —                   | —                   | —                    | —                    | —                       | —                       | —                              | —                              | 7      | 3      |
| НІмеччина          | НІмеччина        | НІмеччина       | Ліга  | Ліга | Кубок Німеччини     | Кубок Німеччини     | Кубок німецької ліги | Кубок німецької ліги | УЄФА                    | УЄФА                    | Інше                           | Інше                           | Всього | Всього |
| Цвіккау            | Друга Бундесліга | 1997/98         | 12    | 1    | 1                   | 0                   | —                    | —                    | —                       | —                       | —                              | —                              | 13     | 1      |
| США                | США              | США             | Ліга  | Ліга | Відкритий кубок США | Відкритий кубок США | Плей-оф ліги         | Плей-оф ліги         | КОНКАКАФ                | КОНКАКАФ                | Північноамериканська суперліга | Північноамериканська суперліга | Всього | Всього |
| «Річмонд Кікерс»   | A-ліга           | 1999            | 12    | 2    | —                   | —                   | 1                    | 0                    | —                       | —                       | —                              | —                              | 13     | 2      |
| «Річмонд Кікерс»   | A-ліга           | 2000            | 23    | 15   | 2                   | 0                   | 3                    | 0                    | —                       | —                       | —                              | —                              | 28     | 15     |
| Сан-Хосе Ерсквейкс | MLS              | 2001            | 21    | 5    | 3                   | 1                   | 4                    | 2                    | —                       | —                       | —                              | —                              | 28     | 8      |
| Сан-Хосе Ерсквейкс | MLS              | 2002            | 27    | 4    | 2                   | 1                   | 2                    | 0                    | 4                       | 0                       | —                              | —                              | 35     | 5      |
| Сан-Хосе Ерсквейкс | MLS              | 2003            | 11    | 4    | —                   | —                   | 3                    | 0                    | —                       | —                       | —                              | —                              | 14     | 4      |
| Сан-Хосе Ерсквейкс | MLS              | 2004            | 21    | 5    | —                   | —                   | 3                    | 0                    | 2                       | 0                       | —                              | —                              | 26     | 5      |
| Сан-Хосе Ерсквейкс | MLS              | 2005            | 28    | 9    | 2                   | 0                   | 2                    | 0                    | —                       | —                       | —                              | —                              | 32     | 9      |
| Х'юстон Динамо     | MLS              | 2006            | 30    | 11   | 3                   | 1                   | 4                    | 0                    | —                       | —                       | —                              | —                              | 37     | 12     |
| Х'юстон Динамо     | MLS              | 2007            | 24    | 6    | —                   | —                   | 4                    | 2                    | 4                       | 0                       | 3                              | 1                              | 35     | 9      |
| Х'юстон Динамо     | MLS              | 2008            | 24    | 7    | —                   | —                   | 2                    | 0                    | 7                       | 3                       | 5                              | 2                              | 38     | 12     |
| Канада             | Канада           | Канада          | Ліга  | Ліга | Чемпіонат Канади    | Чемпіонат Канади    | Плей-оф ліги         | Плей-оф ліги         | КОНКАКАФ                | КОНКАКАФ                | Північноамериканська суперліга | Північноамериканська суперліга | Всього | Всього |
| Торонто            | MLS              | 2009            | 28    | 11   | 4                   | 3                   | —                    | —                    | 2                       | 0                       | —                              | —                              | 34     | 14     |
| Торонто            | MLS              | 2010            | 27    | 15   | 4                   | 1                   | —                    | —                    | 8                       | 1                       | —                              | —                              | 39     | 17     |
| Торонто            | MLS              | 2011            | 2     | 1    | 0                   | 0                   | —                    | —                    | 0                       | 0                       | —                              | —                              | 2      | 1      |
| США                | США              | США             | Ліга  | Ліга | Відкритий кубок США | Відкритий кубок США | Плей-оф ліги         | Плей-оф ліги         | КОНКАКАФ                | КОНКАКАФ                | Інше                           | Інше                           | Всього | Всього |
| Нью-Йорк Ред Буллз | MLS              | 2011            | 13    | 2    | 0                   | 0                   | 0                    | 0                    | —                       | —                       | —                              | —                              | 13     | 2      |
| Ді Сі Юнайтед      | MLS              | 2011            | 18    | 13   | —                   | —                   | —                    | —                    | —                       | —                       | —                              | —                              | 18     | 13     |
| Ді Сі Юнайтед      | MLS              | 2012            | 26    | 7    | 0                   | 0                   | 1                    | 0                    | —                       | —                       | —                              | —                              | 27     | 7      |
| Ді Сі Юнайтед      | MLS              | 2013            | 24    | 3    | 5                   | 5                   | 0                    | 0                    | —                       | —                       | —                              | —                              | 29     | 8      |
| Канада             | Канада           | Канада          | Ліга  | Ліга | Чемпіонат Канади    | Чемпіонат Канади    | Плей-оф ліги         | Плей-оф ліги         | КОНКАКАФ                | КОНКАКАФ                | Інше                           | Інше                           | Всього | Всього |
| Торонто            | MLS              | 2014            | 7     | 0    | 3                   | 0                   | 0                    | 0                    | 0                       | 0                       | —                              | —                              | 10     | 0      |
| Всього за кар'єру  | Канада           | Канада          | 71    | 30   | 11                  | 4                   | 0                    | 0                    | 10                      | 1                       | 0                              | 0                              | 92     | 35     |
| Всього за кар'єру  | Німеччина        | Німеччина       | 12    | 1    | 1                   | 0                   | 0                    | 0                    | 0                       | 0                       | —                              | —                              | 13     | 1      |
| Всього за кар'єру  | США              | США             | 290   | 91   | 17                  | 8                   | 31                   | 4                    | 14                      | 3                       | 8                              | 3                              | 361    | 109    |
| Всього за кар'єру  | Загалом          | Загалом         | 373   | 122  | 29                  | 12                  | 31                   | 4                    | 24                      | 4                       | 8                              | 3                              | 465    | 145    |

## Досягнення
Збірна Канади
- Молодіжний чемпіонат КОНКАКАФ (U-20)  (1): 1996
- Переможець Золотого кубка КОНКАКАФ (1): 2000
- Бронзовий призер Золотого кубка КОНКАКАФ (1): 2002

«Сан-Хосе Ерсквейкс»
- Кубок MLS (2): 2001, 2003
- MLS Supporters' Shield (1): 2005
- Західна конференція (1): 2003

«Х'юстон Динамо»
- Кубок MLS (2): 2006, 2007
- Західна конференція (2): 2006, 2007

«Торонто»
- Чемпіон Канади (2): 2009, 2010

«Ді Сі Юнайтед»
- Відкритий кубок США (1): 2013

Особисті
- Найцінніший гравець MLS: 2011
- Золота бутса MLS: 2011
- Найкраща одиннадцатка MLS (6): 2005, 2006, 2007, 2009, 2010, 2011
- Найкращий гол року MLS (2): 2004, 2005
- Найкращий гравець Кубка MLS (2): 2001, 2007
- Гравець року «Торонто»: 2009
- Канадський гравець року (4): 2005, 2006, 2007, 2011
- Золота бутса чемпіонату Канади (2): 2009, 2010
- Меморіальний трофей Джорджа Гросса (2): 2009, 2010